# Deimatidae
Los Deimatidae son una familia de pepinos de mar abisales del orden Synallactida.

## Descripción y características

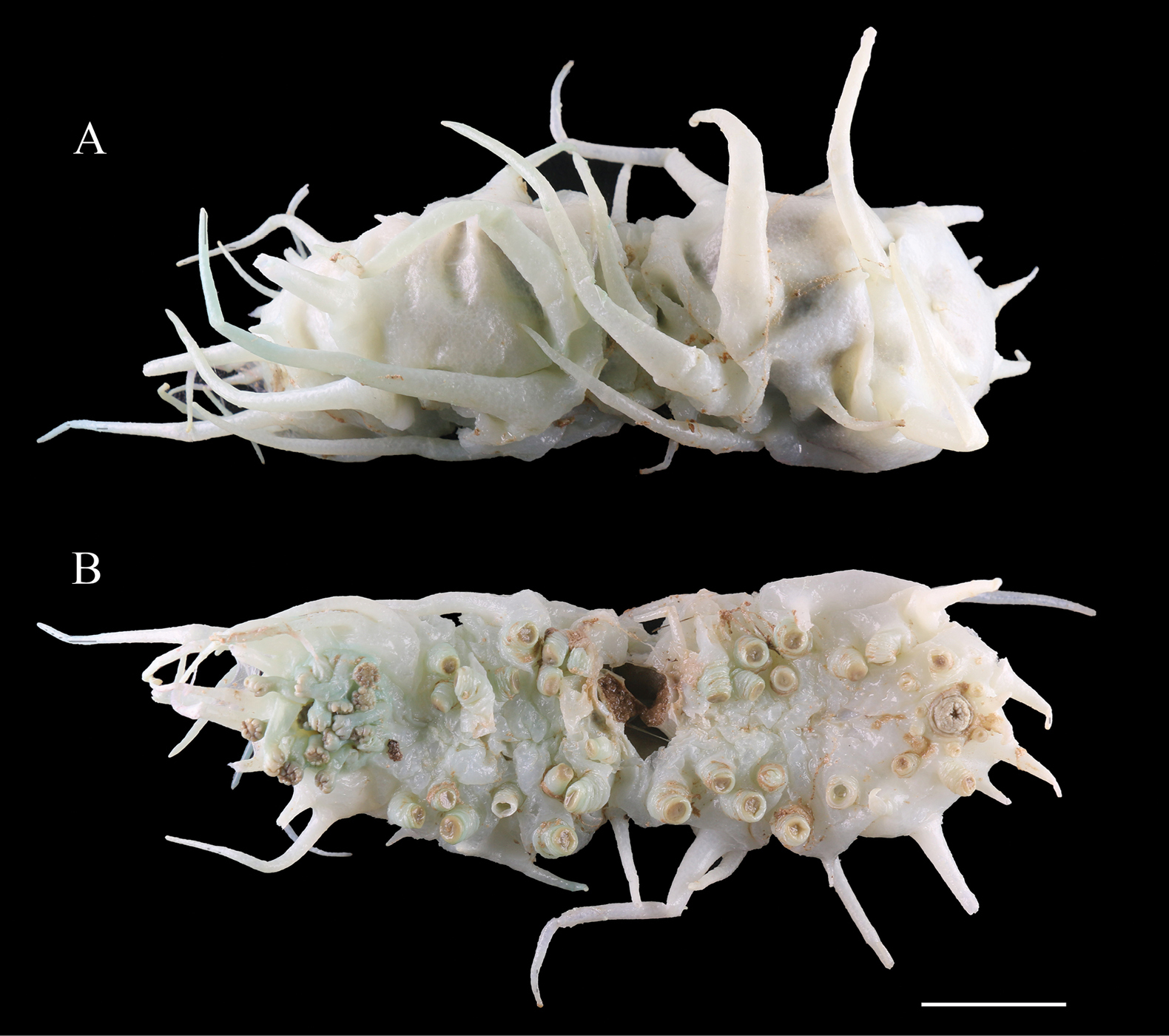
Oneirophanta mutabilis mutabilis Théel

Son cilíndricos, erizados con papilas largas no retráctiles y provistos de 15 a 20 tentáculos bucales. Tienen papilas laterales y dorsales largas y carecen de árboles respiratorios. Las gónadas son gemelas, a ambos lados del mesenterio dorsal. Su tegumento es frágil y se enrolla cuando se seca. Los huesecillos dérmicos tienen forma de espátula.

## Lista de géneros
Según el Registro Mundial de Especies Marinas (4 de junio de 2014):
- Género Deima Théel, 1879
  - Deima pacificum Ludwig, 1894
  - Deima validum Théel, 1879
- Género Oneirophanta Théel, 1879
  - Oneirophanta conservata Koehler y Vaney, 1905
  - Oneirophanta mutabilis Théel, 1879
  - Oneirophanta setigera Ludwig, 1893
- Género Orphnurgus Théel, 1879
  - Orphnurgus asper Théel, 1879
  - Orphnurgus aspersignis Thandar, 1992
  - Orphnurgus bacillus Cherbonnier y Féral, 1981
  - Orphnurgus dorisae Pawson, 2002
  - Orphnurgus glaber Walsh, 1891
  - Orphnurgus natalasper Thandar, 1992
  - Orphnurgus protectus Sluiter, 1901
  - Orphnurgus vitreus Fisher, 1907

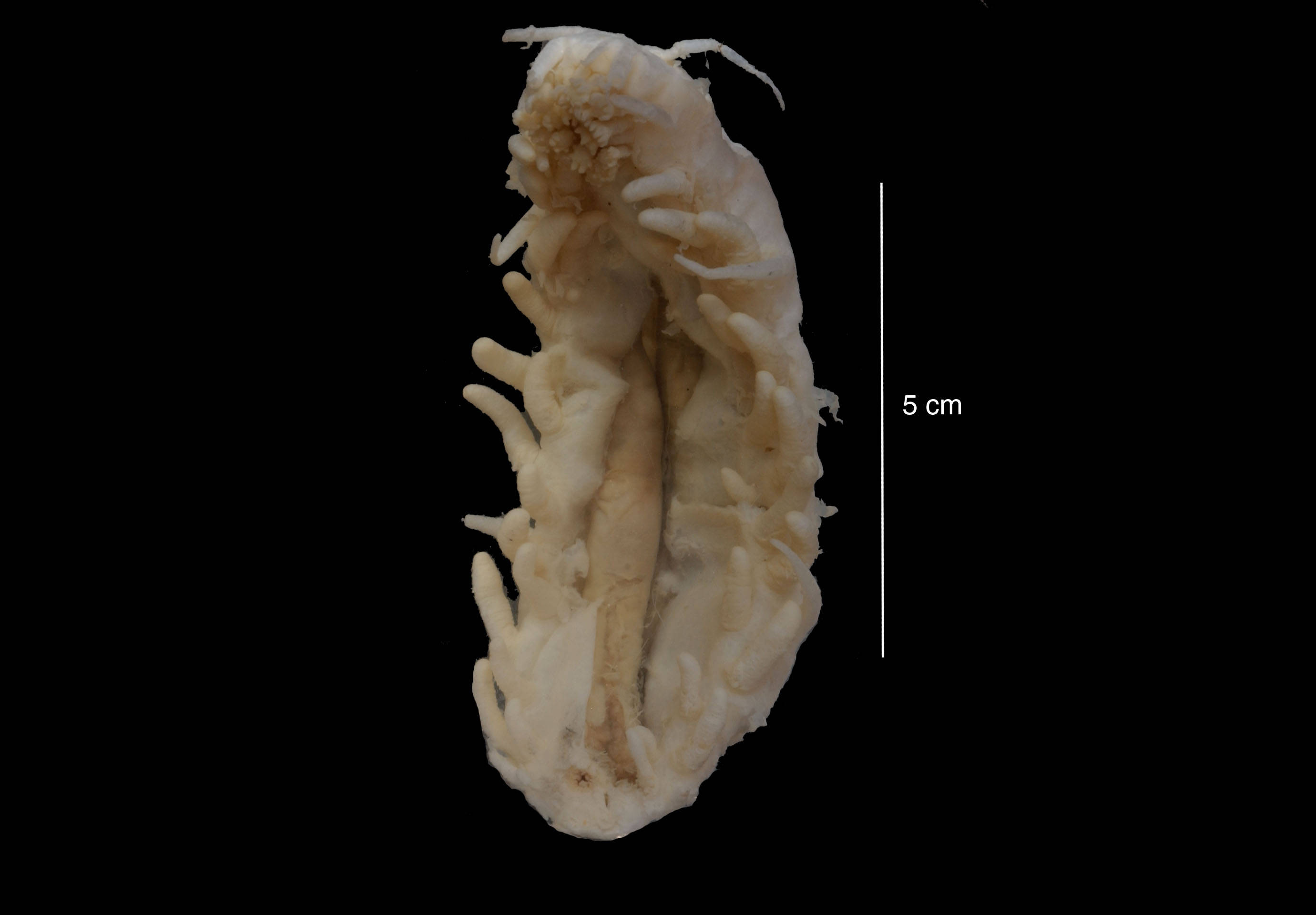
Oneirophanta mutabilis (Ejemplar de museo).
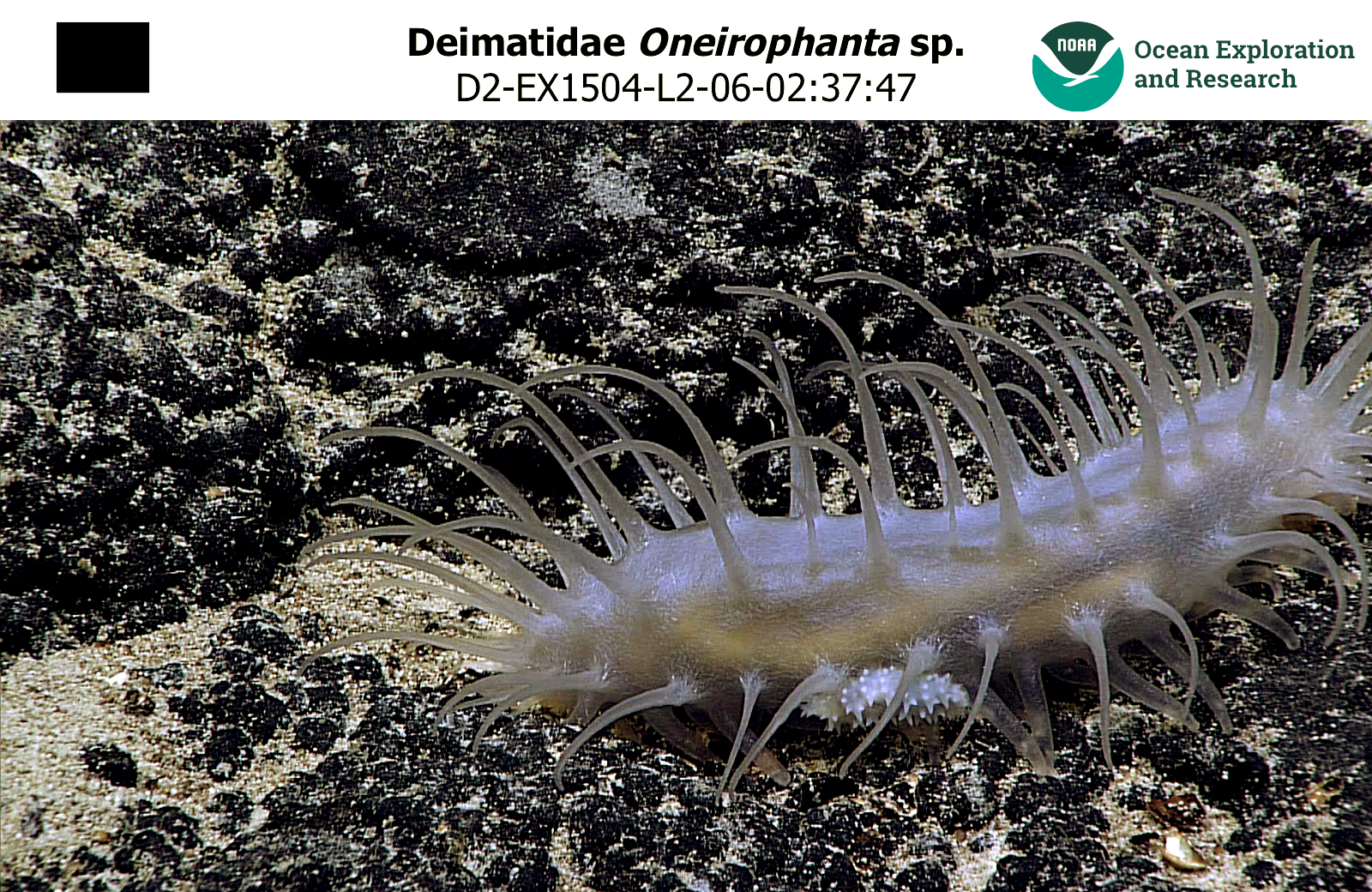
Oneirophanta (Ejemplar fotografiado a más de 1000 m de profundidad en Hawái).
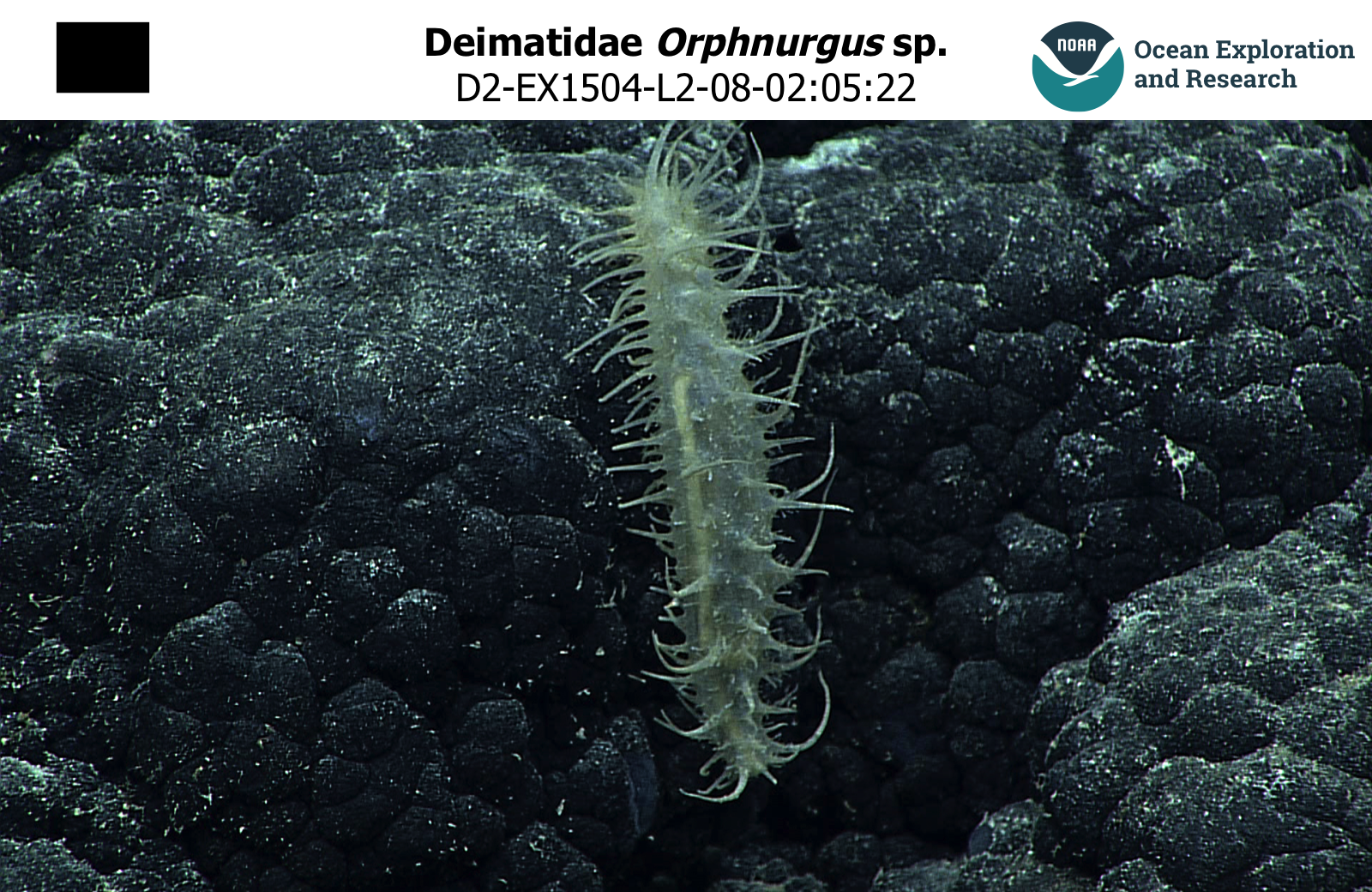
Orphnurgus (Ejemplar fotografiado a más de 1000 m de profundidad en Hawái).